# Евролига по пляжному футболу 2015
Евролига по пляжному футболу 2015 (EBSL) является ежегодным европейским турниром по пляжному футболу. В соревнованиях участвуют сборные по пляжному футболу, которые играют в течение летних месяцев. Каждый сезон заканчивается Суперфиналом, который определяет победителя турнира.
В этом сезоне, участие примут по двенадцать команд в двух дивизионах, которые на каждом этапе будут противостоять друг другу по круговой системе. Дивизион A состоит из 12 лучших команд европейского рейтинга BSWW. Дивизион B состоит из 8 команд находящихся в нижней части рейтинга и новых команд. Каждый дивизион имеет свои собственные правила и формат конкурса.
Каждая команда Дивизиона A и Дивизиона B сыграет в одном предварительном этапе, для того чтобы заработать очки. Восемь лучших команд Дивизиона A (в том числе победители этапов) будут играть в Суперфинале в Пярну, Эстония, с 20 по 23 августа. Первые шесть команд Дивизиона B (в том числе победители этапов), хозяева Промофинала сборная Эстонии, и последняя команда дивизиона A, сыграют в Промофинале, чтобы попытаться получить место в дивизионе A в следующем году.

## Команды участвующие в EBSL
Команды из Дивизиона A будут соревноваться за титул Евролиги по пляжному футболу, а команды из Дивизиона B будут соревноваться за право принять участие в Дивизионе A в следующем году.
В связи с отказом от участия в турнире сборной Нидерландов, их заменила Польша, покинувшая элитный дивизион по итогам предыдущего сезона.
| Беларусь | Польша     | Россия    | Азербайджан | Норвегия |
| Франция  | Венгрия    | Испания   | Англия      | Румыния  |
| Германия | Португалия | Швейцария | Андорра     | Турция   |
| Италия   | Греция     | Украина   | Молдова     | Чехия    |

## Календарь
| Дата          | Город  | Страна  | Этап                    |
| ------------- | ------ | ------- | ----------------------- |
| 12–14 июня    | Москва | Россия  | Этап 1                  |
| 7–9 августа   | Шиофок | Венгрия | Этап 2                  |
| 20–23 августа | Пярну  | Эстония | Суперфинал и Промофинал |

## Этап 1 | 12 – 14 Июня | Москва, Россия

### Участвующие команды
- Беларусь
- Германия
- Греция
- Италия
- Польша
- Португалия
- Россия
- Франция

### Дивизион A
| Команда выходит в Суперфинал |

| Команда  | И | В | ВО | ВП | П | ГЗ | ГП | +/- | О |
| -------- | - | - | -- | -- | - | -- | -- | --- | - |
| Россия   | 3 | 1 | 0  | 1  | 1 | 10 | 7  | +3  | 4 |
| Франция  | 3 | 1 | 0  | 0  | 2 | 5  | 7  | −2  | 3 |
| Беларусь | 3 | 1 | 0  | 0  | 2 | 9  | 9  | ±0  | 3 |
| Польша   | 3 | 0 | 1  | 1  | 1 | 9  | 10 | −1  | 3 |

| Команда    | И | В | ВО | ВП | П | ГЗ | ГП | +/- | О |
| ---------- | - | - | -- | -- | - | -- | -- | --- | - |
| Италия     | 3 | 3 | 0  | 0  | 0 | 12 | 7  | +5  | 9 |
| Португалия | 3 | 2 | 0  | 0  | 1 | 13 | 8  | +5  | 6 |
| Германия   | 3 | 1 | 0  | 0  | 2 | 10 | 16 | −6  | 3 |
| Греция     | 3 | 0 | 0  | 0  | 3 | 7  | 11 | −4  | 0 |

### Расписание и результаты
Время начала всех матчей указано по местному времени Москвы (UTC+03:00).
| Италия                                | 4 : 2           | Германия                  |
| ------------------------------------- | --------------- | ------------------------- |
| Г. Гори 9′, 24′, 31′ · С. Маринай 35′ | Отчет 1 Отчет 2 | Д. Фикс 29′ · К. Турк 32′ |

| Беларусь | 2 : 1           | Франция |
| -------- | --------------- | ------- |
|          | Отчет 1 Отчет 2 |         |

| Греция | 1 : 2           | Португалия |
| ------ | --------------- | ---------- |
|        | Отчет 1 Отчет 2 |            |

| Польша   | 3 : 3 (доп. вр.) | Россия |
| -------- | ---------------- | ------ |
|          | Отчет 1 Отчет 2  |        |
| Пенальти |                  |        |
|          | 6 : 5            |        |

| Италия | 2 : 0 | Греция |
| ------ | ----- | ------ |
|        |       |        |

| Беларусь | 4 : 5 (доп. вр.) | Польша |
| -------- | ---------------- | ------ |
|          |                  |        |

| Португалия | 6 : 1 | Германия |
| ---------- | ----- | -------- |
|            |       |          |

| Россия | 4 : 1 | Франция |
| ------ | ----- | ------- |
|        |       |         |

| Германия | 7 : 6 | Греция |
| -------- | ----- | ------ |
|          |       |        |

| Франция | 3 : 1 | Польша |
| ------- | ----- | ------ |
|         |       |        |

| Португалия | 5 : 6 | Италия |
| ---------- | ----- | ------ |
|            |       |        |

| Россия   | 3 : 3 (доп. вр.) | Беларусь |
| -------- | ---------------- | -------- |
|          |                  |          |
| Пенальти |                  |          |
|          | 3 : 2            |          |

### Индивидуальные награды
MVP:  Габриэлле Гори

Лучший бомбардир:  Габриэлле, Гори,  Игорь Бриштель,  Зе Мария (по 5 голов)

Лучший вратарь:  Иван Островский

### Итоговое количество голов за этап
75 голов были забиты, в среднем 6,25 гола за матч.

## Этап 2 | 7 – 9 Августа | Шиофок, Венгрия

### Участвующие команды
- Азербайджан
- Англия
- Андорра
- Венгрия
- Испания
- Молдова
- Норвегия
- Румыния
- Турция
- Украина
- Чехия
- Швейцария

### Дивизион A
| Команда выходит в Суперфинал |

| Команда   | И | В | ВО | ВП | П | ГЗ | ГП | +/- | О |
| --------- | - | - | -- | -- | - | -- | -- | --- | - |
| Швейцария | 3 | 2 | 1  | 0  | 0 | 23 | 12 | +11 | 8 |
| Украина   | 3 | 1 | 1  | 0  | 1 | 17 | 15 | +2  | 5 |
| Испания   | 3 | 1 | 0  | 0  | 2 | 15 | 20 | −5  | 3 |
| Венгрия   | 3 | 0 | 0  | 0  | 3 | 13 | 21 | −8  | 0 |

### Расписание и результаты
Время начала всех матчей указано по местному времени Шиофока (UTC+02:00).
| Испания | 5 : 6 (доп. вр.) | Швейцария |
| ------- | ---------------- | --------- |
|         | Отчёт            |           |

| Украина | 5 : 4 (доп. вр.) | Венгрия |
| ------- | ---------------- | ------- |
|         | Отчёт            |         |

| Испания | 4 : 9 | Украина |
| ------- | ----- | ------- |
|         | Отчёт |         |

| Швейцария | 10 : 4 | Венгрия |
| --------- | ------ | ------- |
|           | Отчёт  |         |

| Швейцария | 7 : 3 | Украина |
| --------- | ----- | ------- |
|           | Отчёт |         |

| Венгрия | 5 : 6 | Испания |
| ------- | ----- | ------- |
|         | Отчёт |         |

### Дивизион B
| Команда выходит в Промофинал |

| Команда     | И | В | ВО | ВП | П | ГЗ | ГП | +/- | О |
| ----------- | - | - | -- | -- | - | -- | -- | --- | - |
| Азербайджан | 3 | 2 | 1  | 0  | 0 | 16 | 7  | +9  | 8 |
| Румыния     | 3 | 1 | 0  | 1  | 1 | 10 | 11 | −1  | 4 |
| Англия      | 3 | 1 | 0  | 0  | 2 | 12 | 14 | −2  | 3 |
| Молдова     | 3 | 0 | 0  | 0  | 3 | 6  | 12 | −6  | 0 |

| Команда  | И | В | ВО | ВП | П | ГЗ | ГП | +/- | О |
| -------- | - | - | -- | -- | - | -- | -- | --- | - |
| Турция   | 3 | 3 | 0  | 0  | 0 | 18 | 5  | +13 | 9 |
| Норвегия | 3 | 2 | 0  | 0  | 1 | 16 | 13 | +3  | 6 |
| Чехия    | 3 | 1 | 0  | 0  | 2 | 13 | 18 | −5  | 3 |
| Андорра  | 3 | 0 | 0  | 0  | 3 | 3  | 14 | −11 | 0 |

### Расписание и результаты
Время начала всех матчей указано по местному времени Шиофока (UTC+02:00).
| Чехия | 6 : 9 | Норвегия |
| ----- | ----- | -------- |
|       | Отчёт |          |

| Англия | 5 : 3 | Молдова |
| ------ | ----- | ------- |
|        | Отчёт |         |

| Андорра | 0 : 5 | Турция |
| ------- | ----- | ------ |
|         | Отчёт |        |

| Румыния | 2 : 6 | Азербайджан |
| ------- | ----- | ----------- |
|         | Отчёт |             |

| Чехия | 5 : 3 | Андорра |
| ----- | ----- | ------- |
|       | Отчёт |         |

| Англия | 2 : 5 | Румыния |
| ------ | ----- | ------- |
|        | Отчёт |         |

| Турция | 7 : 3 | Норвегия |
| ------ | ----- | -------- |
|        | Отчёт |          |

| Азербайджан | 4 : 0 | Молдова |
| ----------- | ----- | ------- |
|             | Отчёт |         |

| Норвегия | 4 : 0 | Андорра |
| -------- | ----- | ------- |
|          | Отчёт |         |

| Молдова  | 3 : 3 (доп. вр.) | Румыния |
| -------- | ---------------- | ------- |
|          | Отчёт            |         |
| Пенальти |                  |         |
|          | 2 : 3            |         |

| Турция | 6 : 2 | Чехия |
| ------ | ----- | ----- |
|        | Отчёт |       |

| Азербайджан | 6 : 5 (доп. вр.) | Англия |
| ----------- | ---------------- | ------ |
|             | Отчёт            |        |

### Индивидуальные награды
MVP:  Ноэль Отт

Лучший бомбардир:  Деян Станкович (10 голов)

Лучший вратарь  Владимир Гладченко

### Итоговое количество голов за этап
162 голов были забиты, в среднем 9 голов за матч.

## Заработанные очки после двух этапов
Ниже представлены сводные таблицы по очкам, заработанными командами за два этапа в обоих дивизионах.
|  | Команда выходит в Суперфинал                |
|  | Команда участвует в Промофинале Дивизиона B |

| Команда    | И | В | ВО | ВП | П | ГЗ | ГП | +/- | О |
| ---------- | - | - | -- | -- | - | -- | -- | --- | - |
| Италия     | 3 | 3 | 0  | 0  | 0 | 12 | 7  | +5  | 9 |
| Швейцария  | 3 | 2 | 1  | 0  | 0 | 23 | 12 | +11 | 8 |
| Португалия | 3 | 2 | 0  | 0  | 1 | 13 | 8  | +5  | 6 |
| Украина    | 3 | 1 | 1  | 0  | 1 | 17 | 15 | +2  | 5 |
| Россия     | 3 | 1 | 0  | 1  | 1 | 10 | 7  | +3  | 4 |
| Франция    | 3 | 1 | 0  | 0  | 2 | 5  | 7  | −2  | 3 |
| Беларусь   | 3 | 1 | 0  | 0  | 2 | 9  | 9  | ±0  | 3 |
| Испания    | 3 | 1 | 0  | 0  | 2 | 15 | 20 | −5  | 3 |
| Польша     | 3 | 0 | 1  | 1  | 1 | 9  | 10 | −1  | 3 |
| Германия   | 3 | 1 | 0  | 0  | 2 | 10 | 16 | −6  | 3 |
| Греция     | 3 | 0 | 0  | 0  | 3 | 7  | 11 | −4  | 0 |
| Венгрия    | 3 | 0 | 0  | 0  | 3 | 13 | 21 | −8  | 0 |

| Команда     | И | В | ВО | ВП | П | ГЗ | ГП | +/- | О |
| ----------- | - | - | -- | -- | - | -- | -- | --- | - |
| Турция      | 3 | 3 | 0  | 0  | 0 | 18 | 5  | +13 | 9 |
| Азербайджан | 3 | 2 | 1  | 0  | 0 | 16 | 7  | +9  | 8 |
| Норвегия    | 3 | 2 | 0  | 0  | 1 | 16 | 13 | +3  | 6 |
| Румыния     | 3 | 1 | 0  | 1  | 1 | 10 | 11 | −1  | 4 |
| Англия      | 3 | 1 | 0  | 0  | 2 | 12 | 14 | −2  | 3 |
| Чехия       | 3 | 1 | 0  | 0  | 2 | 13 | 18 | −5  | 3 |
| Молдова     | 3 | 0 | 0  | 0  | 3 | 6  | 12 | −6  | 0 |
| Андорра     | 3 | 0 | 0  | 0  | 3 | 3  | 14 | −11 | 0 |

## Суперфинал и Промофинал | 20 — 23 Августа | Пярну, Эстония

### Суперфинал и Промофинал Дивизионы
Команды из Дивизиона A будут соревноваться за титул Евролиги по пляжному футболу, а команды из Дивизиона B будут соревноваться за право принять участие в Дивизионе A в следующем году.
| ДИВИЗИОН A (Суперфинал) | ДИВИЗИОН A (Суперфинал) |             | ДИВИЗИОН B (Промофинал) | ДИВИЗИОН B (Промофинал) |
| ----------------------- | ----------------------- | ----------- | ----------------------- | ----------------------- |
| Италия                  | Швейцария               | Азербайджан | Румыния                 |                         |
| Португалия              | Россия                  | Англия      | Турция                  |                         |
| Франция                 | Украина                 | Венгрия     | Чехия                   |                         |
| Беларусь                | Испания                 | Норвегия    | Эстония                 |                         |

### Дивизион A (Суперфинал)
| Команда играет в финале Суперфинала |

| Команда  | И | В | ВО | ВП | П | ГЗ | ГП | +/- | О |
| -------- | - | - | -- | -- | - | -- | -- | --- | - |
| Украина  | 3 | 2 | 0  | 0  | 1 | 17 | 16 | +1  | 6 |
| Испания  | 3 | 1 | 1  | 0  | 1 | 11 | 14 | −3  | 5 |
| Италия   | 3 | 1 | 0  | 1  | 1 | 16 | 12 | +4  | 4 |
| Беларусь | 3 | 0 | 0  | 0  | 3 | 11 | 13 | −2  | 0 |

| Команда    | И | В | ВО | ВП | П | ГЗ | ГП | +/- | О |
| ---------- | - | - | -- | -- | - | -- | -- | --- | - |
| Португалия | 3 | 2 | 0  | 1  | 0 | 17 | 10 | +7  | 7 |
| Россия     | 3 | 2 | 0  | 0  | 1 | 14 | 8  | +6  | 6 |
| Швейцария  | 3 | 1 | 0  | 0  | 2 | 15 | 18 | -3  | 3 |
| Франция    | 3 | 0 | 0  | 0  | 3 | 4  | 14 | −10 | 0 |

### Расписание и результаты
Время начала всех матчей указано по местному времени Пярну (UTC+03:00).

#### Круговая стадия
| Украина | 6 : 5 | Беларусь |
| ------- | ----- | -------- |
|         |       |          |

| Испания | 2 : 7 | Италия |
| ------- | ----- | ------ |
|         |       |        |

| Франция | 2 : 5 | Швейцария |
| ------- | ----- | --------- |
|         |       |           |

| Португалия | 3 : 3 (доп. вр.) | Россия |
| ---------- | ---------------- | ------ |
|            |                  |        |
| Пенальти   |                  |        |
|            | 3 : 2            |        |

| Италия   | 3 : 3 (доп. вр.) | Беларусь |
| -------- | ---------------- | -------- |
|          |                  |          |
| Пенальти |                  |          |
|          | 3 : 1            |          |

| Украина | 4 : 5 | Испания |
| ------- | ----- | ------- |
|         |       |         |

| Швейцария | 5 : 8 | Россия |
| --------- | ----- | ------ |
|           |       |        |

| Португалия | 6 : 2 | Франция |
| ---------- | ----- | ------- |
|            |       |         |

| Италия | 6 : 7 | Украина |
| ------ | ----- | ------- |
|        |       |         |

| Беларусь | 3 : 4 (доп. вр.) | Испания |
| -------- | ---------------- | ------- |
|          |                  |         |

| Швейцария | 5 : 8 | Португалия |
| --------- | ----- | ---------- |
|           |       |            |

| Россия | 3 : 0 | Франция |
| ------ | ----- | ------- |
|        |       |         |

#### Матч за 7-е место
| Беларусь | 2 : 3 | Франция |
| -------- | ----- | ------- |
|          |       |         |

#### Матч за 5-е место
| Италия | 15 : 10 | Швейцария |
| ------ | ------- | --------- |
|        |         |           |

#### Матч за 3-е место
| Испания | 3 : 6 | Россия |
| ------- | ----- | ------ |
|         |       |        |

#### Чемпионский финальный матч
| Украина | 4 : 5 | Португалия |
| ------- | ----- | ---------- |
|         |       |            |

### Индивидуальные награды
MVP: 

Лучшие бомбардиры: 

Лучший вратарь:

### Итоговое положение команд Суперфинала
| Место | Команда    |
| ----- | ---------- |
| 1     | Португалия |
| 2     | Украина    |
| 3     | Россия     |
| 4     | Испания    |
| 5     | Италия     |
| 6     | Швейцария  |
| 7     | Франция    |
| 8     | Беларусь   |

### Дивизион B (Промофинал)
| Команда играет в финале Промофинала |

| Команда  | И | В | ВО | ВП | П | ГЗ | ГП | +/- | О |
| -------- | - | - | -- | -- | - | -- | -- | --- | - |
| Эстония  | 3 | 2 | 0  | 1  | 0 | 17 | 14 | +3  | 7 |
| Англия   | 3 | 1 | 1  | 0  | 1 | 10 | 9  | +1  | 5 |
| Венгрия  | 3 | 1 | 0  | 0  | 2 | 12 | 14 | -2  | 3 |
| Норвегия | 3 | 0 | 0  | 0  | 3 | 12 | 14 | -2  | 0 |

| Команда     | И | В | ВО | ВП | П | ГЗ | ГП | +/- | О |
| ----------- | - | - | -- | -- | - | -- | -- | --- | - |
| Румыния     | 3 | 1 | 1  | 0  | 1 | 13 | 11 | +2  | 5 |
| Чехия       | 3 | 1 | 1  | 0  | 1 | 10 | 8  | +2  | 5 |
| Азербайджан | 3 | 0 | 0  | 1  | 2 | 13 | 15 | -2  | 1 |
| Турция      | 3 | 0 | 0  | 1  | 2 | 7  | 9  | -2  | 1 |

### Расписание и результаты
Время начала всех матчей указано по местному времени Пярну (UTC+03:00).

#### Круговая система
| Чехия | 2 : 0 | Турция |
| ----- | ----- | ------ |
|       |       |        |

| Азербайджан | 5 : 6 (доп. вр.) | Румыния |
| ----------- | ---------------- | ------- |
|             |                  |         |

| Венгрия | 1 : 3 | Англия |
| ------- | ----- | ------ |
|         |       |        |

| Норвегия | 5 : 5 (доп. вр.) | Эстония |
| -------- | ---------------- | ------- |
|          |                  |         |
| Пенальти |                  |         |
|          | 1 : 3            |         |

| Азербайджан | 4 : 5 (доп. вр.) | Чехия |
| ----------- | ---------------- | ----- |
|             |                  |       |

| Венгрия | 5 : 4 | Норвегия |
| ------- | ----- | -------- |
|         |       |          |

| Турция   | 3 : 3 (доп. вр.) | Румыния |
| -------- | ---------------- | ------- |
|          |                  |         |
| Пенальти |                  |         |
|          | 4 : 3            |         |

| Англия | 3 : 5 | Эстония |
| ------ | ----- | ------- |
|        |       |         |

| Турция   | 4 : 4 (доп. вр.) | Азербайджан |
| -------- | ---------------- | ----------- |
|          |                  |             |
| Пенальти |                  |             |
|          | 2 : 3            |             |

| Румыния | 4 : 3 | Чехия |
| ------- | ----- | ----- |
|         |       |       |

| Норвегия | 3 : 4 (доп. вр.) | Англия |
| -------- | ---------------- | ------ |
|          |                  |        |

| Эстония | 7 : 6 | Венгрия |
| ------- | ----- | ------- |
|         |       |         |

#### Матч за 7-е место
| Норвегия | 4 : 9 | Турция |
| -------- | ----- | ------ |
|          |       |        |

#### Матч за 5-е место
| Венгрия | 4 : 2 | Азербайджан |
| ------- | ----- | ----------- |
|         |       |             |

#### Матч за 3-е место
| Англия   | 2 : 2 (доп. вр.) | Чехия |
| -------- | ---------------- | ----- |
|          |                  |       |
| Пенальти |                  |       |
|          | 2 : 3            |       |

#### Промофинальный матч
| Эстония  | 6 : 6 (доп. вр.) | Румыния |
| -------- | ---------------- | ------- |
|          |                  |         |
| Пенальти |                  |         |
|          | 2 : 3            |         |

### Индивидуальные награды
- MVP:
- Лучший бомбардир:
- Лучший вратарь:

### Итоговое положение команд Промофинала
| Место | Команда     |
| ----- | ----------- |
| 1     | Румыния     |
| 2     | Эстония     |
| 3     | Чехия       |
| 4     | Англия      |
| 5     | Венгрия     |
| 6     | Азербайджан |
| 7     | Турция      |
| 8     | Норвегия    |